# Berfes

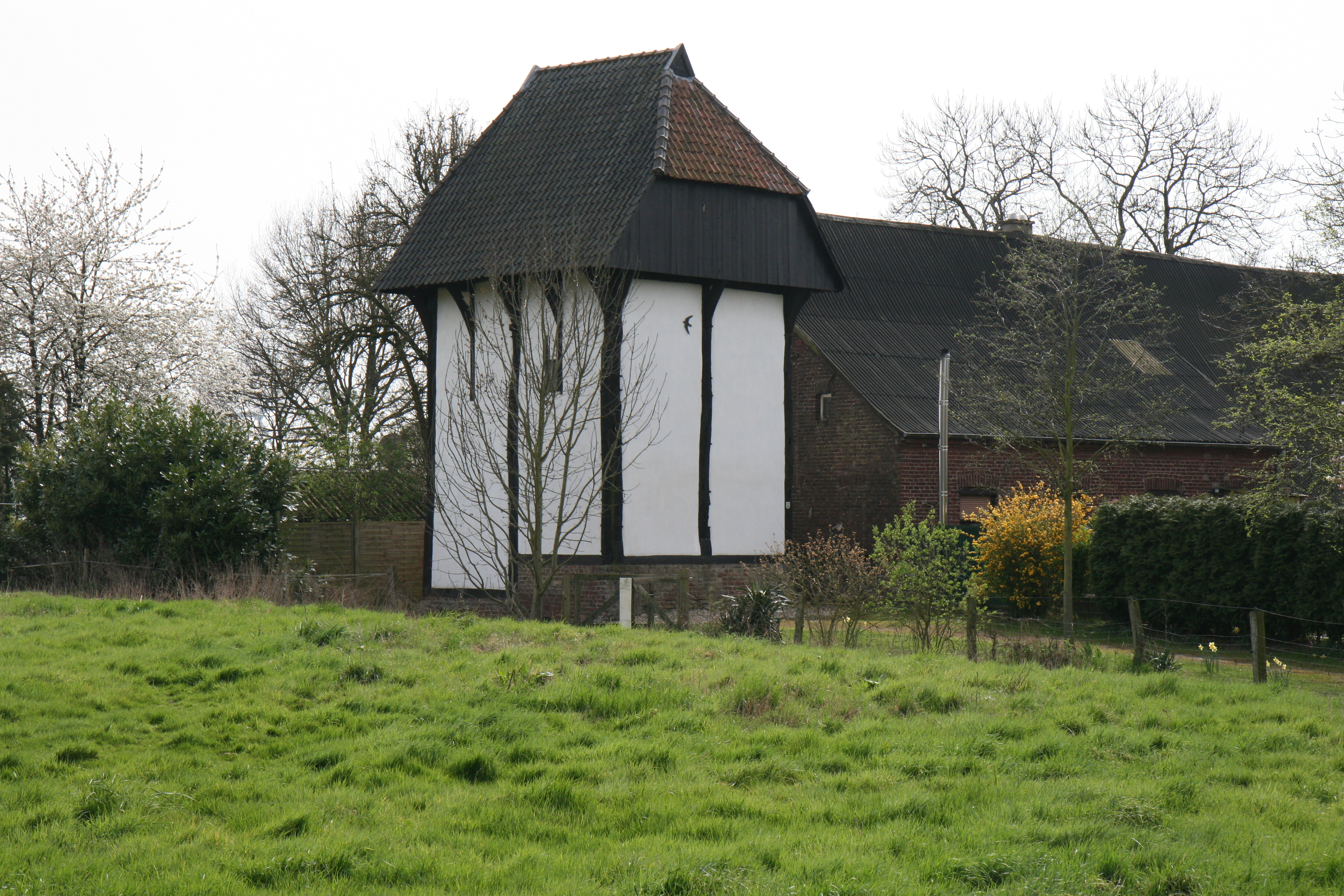
Berfes bei Kempen-St. Hubert

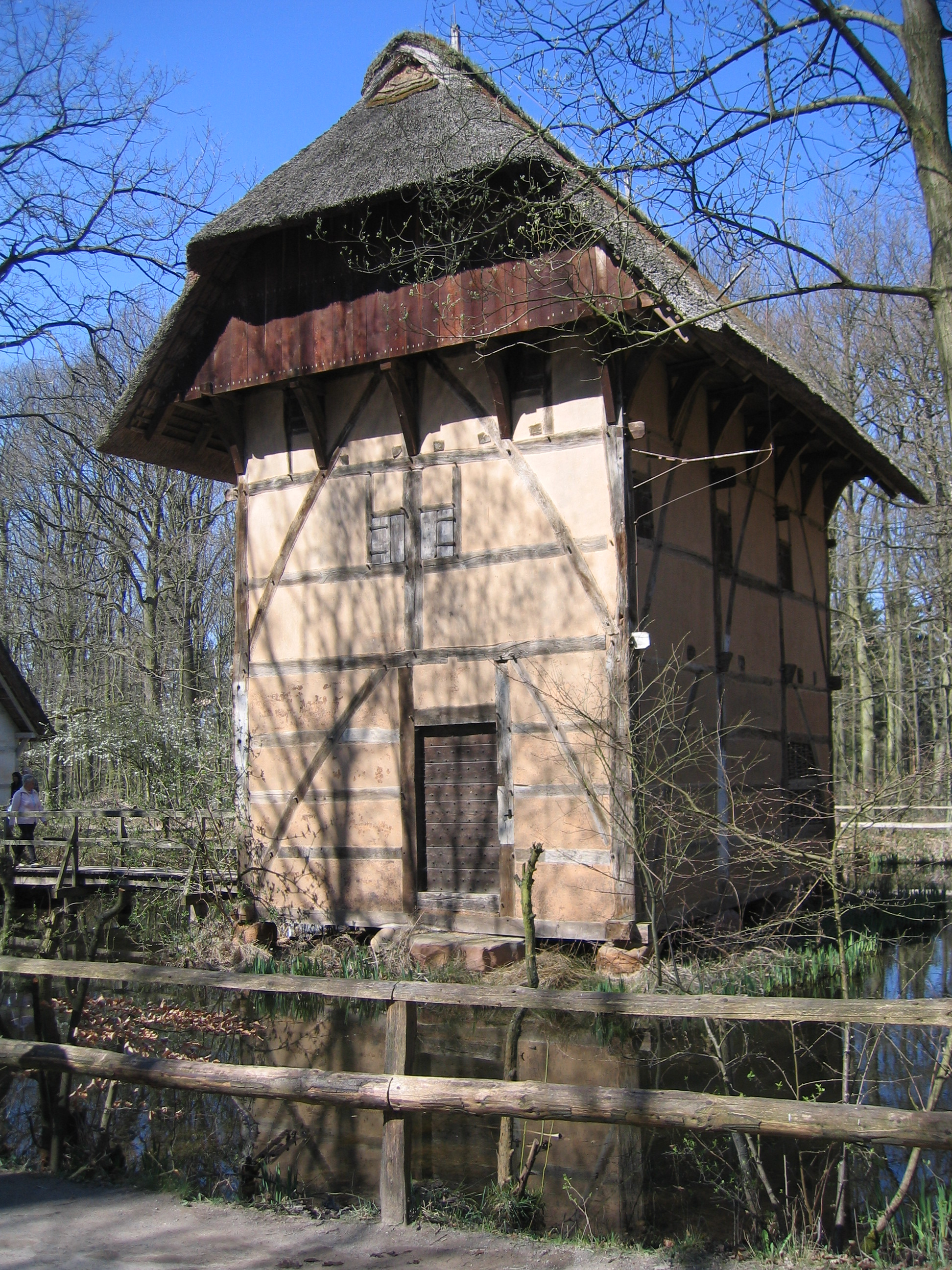
Wehrspeicher im LVR-Freilichtmuseum Kommern

Berfes ist eine  niederrheinische Bezeichnung für Bergfried, ein zumeist in Fachwerkbauweise errichtetes wehrturmartiges Gebäude.

## Bezeichnung
Ein Berfes ist ein mehrstöckiges Gebäude, auf einer rechteckigen Grundfläche, mit massiver Unterkonstruktion. Der Gebäudetyp wurde im Erdgeschossbereich entsprechend massiv ausgelegt, damit dieser eine gewisse Grundsicherheit gegenüber Einbrüchen und feindlichen Angriffen von außen bot.
Ein Berfes wurde in der Regel so errichtet, dass dieser von der eigentlichen Hofanlage baulich getrennt auf einer Motte oder künstlichen Aufschüttung angelegt wurde. Zusätzlich wurden oft auch noch Wassergräben zur weiteren Absicherung um das Gebäude angelegt. Die bevorzugte bauliche Trennung zwischen Hofanlage und Berfes bestand darin, einen besseren Schutz vor Bränden und Plünderungen zu gewährleisten, da meistens landwirtschaftliche Güter und Wertgegenstände in einem Berfes gelagert wurden, die so besser vor Verlust geschützt werden konnten. Gleichzeitig dienten diese Gebäude aufgrund ihrer Bauform als bäuerlicher Wehrspeicher.
Aus dem Burgenführer Niederrhein können wir entnehmen, dass im Umland von Kempen 15 Berfesse durch wissenschaftliche Untersuchungen nachgewiesen wurden. Diese lagen alle im Bereich von Landwehren, was wiederum neben der Funktion als Speicher und Lager für die erweiterte Funktion der Landverteidigung spricht. Im Rheinland sind zwei dieser Funktionsbauten noch in ihrer originalen Struktur erhalten geblieben. Bei St. Hubert (Kempen) steht auf dem Raveshof ein Berfes, der spätestens zu Beginn des 16. Jahrhunderts entstanden ist. Im LVR-Freilichtmuseum Kommern kann ein Wehrspeicher begutachtet werden, der ursprünglich aus Mönchengladbach-Lürrip stammte und in das 15. Jahrhundert datiert. Die Wehrspeicher trugen regional unterschiedliche Bezeichnungen. Im Raum Kempen/Krefeld trugen die Gebäude die Bezeichnung Berfes, in der Region um Mönchengladbach wiederum wurde die Bezeichnung Spieker (niederdeutscher Ausdruck für Speicher) verwendet.
Im späteren Verlauf der Geschichte wurde der Berfes oftmals zu einem kombinierten Wohn- und Lagergebäude erweitert, da die einstige Schutzfunktion nicht mehr benötigt wurde. Dabei verlor der Berfes in der Regel sein ursprüngliches typisches Aussehen. Als Beispiel für einen solchen veränderten Berfes kann der Gelleshof bei Tönisvorst genannt werden. Trotz der Erweiterungen ist ein Merkmal des ursprünglichen Berfes erhalten geblieben. Das Gebäude ist heute noch getrennt von der restlichen Anlage.

## Bauwerke
- Raveshof bei St. Hubert (Kempen),  Denkmal Nr. 19
- Gelleshof  im Kehn, Denkmal Nr. 27
- Wehrspeicher im LVR-Freilichtmuseum in Kommern.